# Imaginations Through the Looking Glass
Imaginations Through the Looking Glass est le premier DVD du groupe de Power metal, Blind Guardian. Il est sorti le 14 juillet 2004.
L'idée d'enregistrer un DVD germe dès le début de l'année 1998. Mais le groupe ne trouve pas de festival de métal qui corresponde à ses attentes. Les membres décident alors de créer leur propre festival une fois de retour en Allemagne. Le premier Blind Guardian Festival a alors lieu à Coburg (Allemagne), les 16 et 17 juin 2003. Les vidéos de ce DVD sont le résultat de ces deux productions de nuit.

## Liste des titres

### Disque 1
1. War of Wrath
2. Time Stands Still
3. Banish from Sanctuary
4. Nightfall
5. The Script for My Requiem
6. Valhalla
7. A Past and Future Secret
8. Punishment Divine
9. Mordred's Song
10. The Last Candle
11. Bright Eyes
12. Lord of the Rings
13. I'm Alive
14. Another Holy War
15. And Then There Was Silence
16. Somewhere Far Beyond
17. The Bard's Song (In the Forest)
18. Imaginations from the Other Side
19. And the Story Ends
20. Mirror Mirror

### Disque 2
1. Interview with Blind Guardian
2. Slideshow
3. The Making of The B.G. Festival Coburg 2003
4. Morceaux bonus :
  - Majesty
  - Into the Storm
  - Welcome to Dying
  - Lost in the Twilight Hall